# حموده بن مسعود
حموده بن مسعود (انگلیسی: Hamouda Ben Massaoud؛ زادهٔ ۱۳ ژوئیهٔ ۱۹۴۵) بازیکن والیبال اهل تونس بود.